# Hosagudda, Lingsugur
Hosagudda là một làng thuộc tehsil Lingsugur, huyện Raichur, bang Karnataka, Ấn Độ.